# Dr. Phillips
Dr. Phillips – jednostka osadnicza w Stanach Zjednoczonych, w stanie Floryda, w hrabstwie Orange.